# DoReDoRe之歌
《DoReDoRe之歌》（日語：どれどれの唄）是2005年由日本動畫室吉卜力工作室的田邊修執導、與企業讀賣新聞合作推出的短篇動畫

## 作品經緯
在2004年，日本報社讀賣新聞為了慶祝公司創辦以來的130週年慶，特別邀請吉卜力工作室的動畫導演宮崎駿；為他們設計一個能代表公司形象的吉祥物。最後宮崎駿弄出以綠色眼孔狀為背景、中間放置一個閱讀新聞的擬人化小蟲子作為該角色的造型。而該角色名稱則從眾多讀者回函來信中；以日語裡頭想對事情一探究竟的字詞（DoReDoRe）給屏選。
之後因吉卜力旗下的動畫師田邊修為讀賣新聞所拍攝的130週年慶廣告動畫；獲得到當時讀賣新聞東京總部宣傳部長黑河内豐的好評，便希望田邊修能再替他們的企業形象角色DoReDoRe拍攝新廣告。而田邊修於隔年春季完成推出的DoReDoRe廣告動畫系列，是由Yamaha Music旗下女歌手拜鄉芽衣子負責其廣告配樂的《DoReDoRe搬家篇》。
因《DoReDoRe搬家篇》於電視上映期間在幼齡層觀眾圈裡獲得廣大迴響，吉卜力的影片製作人鈴木敏夫便進一步提案讓拜鄉芽衣子將先前的插曲製作成數分鐘完整的歌曲，並同樣讓田邊修以此歌曲拍攝成數分鐘的短篇音樂動畫《DoReDoRe之歌》於2005年夏季播放。

## 內容
動畫的劇情是以拜鄉芽衣子外觀為造型的女性角色、一邊彈奏著吉他演唱一邊穿梭著由蟲子擬人化的世界裡，看著他們的生活百態。

## 製作人員
- 導演、分鏡圖：田邊修
- 作詞、作曲、演唱：拜鄉芽衣子
- 製作工作室：吉卜力工作室
- 作品資金：YAMAHA MUSIC COMMUNICATIONS CO., LTD.
- 其它：鈴木敏夫、大塚伸治、佐藤雅子、泉津井陽一、橋本晉治、浜洲英喜、增田敏彥

山田裕城、秋吉圭介、伊藤鄉平、岩本健二、岡田純、岡本洋一、岸本卓
黑河内豐、齋藤孝光、佐多美保、米澤隆太、渡邊宏行、Sony PCL、T2 Studio
動畫工房、中村Producation、Malin Post

## 外部連結
- 讀賣新聞的DoReDoRe角色介紹（日語）
- Yamaha Music的《DoReDoRe之歌》專輯介紹（页面存档备份，存于）（日語）